# Turquaze
Turquaze is een Vlaamse film uit 2010 van Kadir Balci.
De hoofdrol in de film wordt vertolkt door Burak Balci, broer van regisseur Kadir Balci. Voor deze Turkse broers uit Gent betekende de film hun debuut als acteur, respectievelijk regisseur. De regisseur brengt in de film een semi-autobiografisch verhaal over een jonge Turk in Gent die op een Vlaams meisje verliefd wordt.
Omwille van de maatschappelijke relevantie organiseerde Vlaams minister van Jeugd, Onderwijs, Gelijke Kansen Pascal Smet in samenwerking met producent Menuet, de Unie van Turkse verenigingen, Kif Kif, Steunpunt Allochtone Meisjes en Vrouwen en Ozburun, in de dagen na de première enkele laagdrempelige voorstellingen, die vooral gericht waren op de allochtone gemeenschap. De film ging in wereldpremière op het Festival des films du monde de Montréal en kreeg later ook lovende kritiek in het Amerikaanse vaktijdschrift Variety. De soundtrack is van Bert Ostyn.

## Verhaal
In de film wordt een Turkse familie uit Gent gevolgd. Drie broers, Ediz, Timur en Bora hebben hun overleden vader begraven in Istanbul en keren terug naar Gent. De oudste broer, Ediz, probeert de controlerende rol van de vader over te nemen; de jongste broer, Bora, raakt op de dool. Timur heeft zich tot doel gesteld een van de dromen van zijn vader te verwezenlijken. Hij stort zich op zijn trompet om zo in een Vlaamse fanfare actief te kunnen worden. Zijn Vlaamse vriendin, Sarah, is enerzijds gecharmeerd door Timurs ambitie, maar voelt zich ook wat opzij gezet.

## Cast
| Acteur                  | Personage |
| ----------------------- | --------- |
| Burak Balci             | Timur     |
| Charlotte Vandermeersch | Sarah     |
| Nihat Alptuğ Altınkaya  | Ediz      |
| Sinan Vanden Eynde      | Bora      |
| Tilbe Saran             | Meryem    |
| Hilal Sönmez            | Zehra     |
| Katelijne Verbeke       | Moniek    |
| Mark Verstraete         | Guido     |
| Tine Embrechts          | Ann       |
| Johan Dehollander       | Paul      |
| Mustapha Boumourra      | Metin     |
| Gilles De Schryver      | Sven      |
| Maaike Cafmeyer         | Lieve     |
| Nergis Çorakçi          | Elif      |
| Evren Duyal             | Reyhan    |
| Azize Tan               | Zeynep    |
| Stefan Zajc             | Tom       |
| Johan Heldenbergh       | Koenraad  |
| Arzu Kökeng             | Ayse      |
| Tonguc Y. Oksal         | Mehmet    |
| Christine Verheyden     | Mieke     |
| Lies Pauwels            | Lucette   |
| Pasqual Pronesti        | Ufuk      |